# Oreobates saxatilis
Oreobates saxatilis är en groddjursart som först beskrevs av William Edward Duellman 1990.  Oreobates saxatilis ingår i släktet Oreobates och familjen Strabomantidae. IUCN kategoriserar arten globalt som otillräckligt studerad. Inga underarter finns listade i Catalogue of Life.